# Sara Margrethe Oskal
Sara Margrethe Oskal (ur. 1970 w Kautokeino) – norwesko-lapońska pisarka, aktorka, reżyserka i producentka filmowa. W 2012 była nominowana do Nagrody literackiej Rady Nordyckiej za tomik poezji lapońskiej Savkkuhan sávrri sániid.

## Życiorys
Wychowała się w rodzinie lapońskich pasterzy reniferów. Studiowała w Helsińskiej Akademii Teatralnej. W 2009 obroniła doktorat ze sztuki performatywnej w Narodowej Akademii Sztuk w Oslo. Jej praca dotyczyła humoru w tradycyjnych lapońskich opowieściach i sztuki joik.
W 2003 roku wystąpiła w filmie Misa i wilki w roli mamy Gustava.
W 2006 rozpoczęła karierę literacką tomikiem wierszy pt. Váimmu vuohttume, w których skoncentrowała się na społeczności hodowców reniferów i ich kulturze. W 2012 opublikowała kolejny tomik Savkkuhan sávrri sániid, w 2016 przetłumaczony na norweski jako Utrettelige ord. Została za niego nominowana do Nagrody literackiej Rady Nordyckiej w kategorii prac w języku lapońskim. Jej krótkie wiersze są bogate w aliteracje i metafory. W 2014 jej wiersze przetłumacozno na francuski i bretoński jako Vaimmu vuhttome / Kavell ma c'halon / Berceau de Mon cæur.
Napisała kilku opowiadań opublikowanych w zbiorze Dál ja dalle (2010). Rok wcześniej zgłosiła się na konkurs ogłoszony przez wydawnictwo Sami Davvi Girji. Zwyciężyła opowiadaniem pt. Dál ja dalle, które zostało opublikowane w anglojęzycznej antologii pt. Whispering Anthology (2012).
Jest autorką podręcznika sztuk performatywnych (2010), który został przetłumaczony na język lapoński jako Skelbmošit máilmmi lávddiin (2014).
Wystąpiła w 10 filmach. W 2015 wyprodukowała film krótkometrażowy Guovssahas Oaidná Du, który pokazano na Międzynarodowym Festiwalu Filmowym w Tromsø w tym samym roku oraz rok później na Festiwalu Filmowym w Māoriland.